# Rodman (Iowa)
Rodman es una ciudad ubicada en el condado de Palo Alto en el estado estadounidense de Iowa. En el Censo de 2010 tenía una población de 45 habitantes y una densidad poblacional de 102,2 personas por km².

## Geografía
Rodman se encuentra ubicada en las coordenadas 43°1′36″N 94°31′38″O / 43.02667, -94.52722. Según la Oficina del Censo de los Estados Unidos, Rodman tiene una superficie total de 0.44 km², de la cual 0.44 km² corresponden a tierra firme y (0%) 0 km² es agua.

## Demografía
Según el censo de 2010, había 45 personas residiendo en Rodman. La densidad de población era de 102,2 hab./km². De los 45 habitantes, Rodman estaba compuesto por el 100% blancos, el 0% eran afroamericanos, el 0% eran amerindios, el 0% eran asiáticos, el 0% eran isleños del Pacífico, el 0% eran de otras razas y el 0% pertenecían a dos o más razas. Del total de la población el 0% eran hispanos o latinos de cualquier raza.